# Petre Ceapura
Petre Ceapura, né le 12 juillet 1942 à Jurilovca, est un rameur d'aviron roumain. 

## Carrière
Petre Ceapura participe aux Jeux olympiques de 1972 à Munich et remporte la médaille de bronze avec le deux barré roumain composé de Ştefan Tudor et Ladislau Lovrenschi.